# Will Rothhaar
Will Rothhaar, all'anagrafe William Edward Rothhaar (New York, 12 gennaio 1987), è un attore statunitense.

## Biografia
Figlio di Michael Rothhaar e Nancy Linehan Charles (entrambi commediografi e attori), ha iniziato a recitare intorno alla metà degli anni Novanta, ed è apparso in numerosi telefilm e serie televisive, tra cui Buffy l'ammazzavampiri  e Innamorati pazzi. Inoltre ha ricoperto ruoli in diversi film, tra cui Jack Frost e Cuori in Atlantide. Nel 1999 Rothhaar è stato premiato dalla rivista cinematografica The Hollywood Reporter con il "Young Star Award" per la sua interpretazione nel film The Cryptogram, diretto da David Mamet.}
Finora il ruolo più importante ottenuto da Rothhaar è stato quello di protagonista nel film Kart Racer, da cui fu realizzata una versione teatrale nel settembre 2003. Nel 2004 l'attore è apparso anche nella serie televisiva CSI - Scena del crimine e nel 2014 nella serie TV Castle. Ha avuto inoltre una presenza regolare in un'altra serie, Listen Up!, con il ruolo di Mickey Kleinman. Nel 2005 era nel cast del film Partnerperfetto.com.

## Filmografia parziale

### Cinema
- Kingpin, regia di Bobby Farrelly e Peter Farrelly (1996)
- Jack Frost, regia di Troy Miller (1998)
- Love & Sex, regia di Valerie Breiman (2000)
- Cuori in Atlantide (Hearts in Atlantis), regia di Scott Hicks (2001)
- Kart Racer: l'asso del go-kart (Kart Racer), regia di Stuart Gillard (2003)
- Partnerperfetto.com (Must Love Dogs), regia di Gary David Goldberg (2005)
- World Invasion (Battle: Los Angeles), regia di Jonathan Liebesman (2011)
- Mission Park (Line of Duty), regia di Bryan Ramirez (2013)

### Televisione
- A prova di errore (Fall Sale), regia di Stephen Frears – film TV (2000)
- E.R. - Medici in prima linea (ER) – serie TV, episodio 7x17 (2001)
- Criminal Minds – serie TV, episodio 1x10 (2005)
- Cold Case - Delitti irrisolti (Cold Case) – serie TV, episodio 4x01 (2006)
- Killing Kennedy, regia di Nelson McCormick – film TV (2013)
- Castle – serie TV, episodio 7x08 (2014)
- Will Trent – serie TV, episodio 2x03 (2024)
- NCIS: Hawai'i – serie TV, episodio 3x07 (2024)
- S.W.A.T. - serie TV, episodio 7x12 (2024)

## Doppiatori italiani
Nelle versioni in italiano delle opere in cui ha recitato, Will Rothhaar è stato doppiato da:
- Davide Perino in Kingpin, Ghost Whisperer - Presenze
- Alessandro Messina in CSI: NY, NCIS: Hawai'i
- Fabrizio De Flaviis in World Invasion, Last Resort
- Michele D'Anca in CSI - Scena del crimine (ep. 4x21)
- Stefano Onofri in CSI - Scena del crimine (ep. 10x19)
- Alessio Nissolino in Listen Up!
- Daniele Raffaeli in Criminal Minds
- George Castiglia in Cold Case - Delitti irrisolti
- Alessandro Quarta in Terminator: The Sarah Connor Chronicles
- Giuliano Bonetto in CSI: Miami
- Emiliano Coltorti in Perception
- Andrea Mete in Killing Kennedy
- Andrea Rotolo in Mission Park
- Daniele Giuliani in Castle
- Massimo Triggiani in Code Black
- Raffaele Carpentieri in Benji
- Giuseppe Ippoliti in Will Trent
- Raffaele Proietti in S.W.A.T.

## Riconoscimenti
- Richmond International Film Festival
  - 2017 – Best Actor per Like a Butterfly (2016) con Eitan Pitigliani
- WorldFest Houston
  - 2013 – Best Feature Film per Line of Duty (2013)
- Young Artist Award
  - 2000 – Candidatura come Best Performance in a TV Movie or Pilot – Supporting Young Actor per Black and Blue (1999)
  - 2002 – Candidatura come Best Performance in a Feature Film – Supporting Young Actor per Hearts in Atlantis (2001)
- Young Star Award
  - 1999 – Candidatura come Best Young Actor/Performance in a Miniseries/Made-For-TV Film per An American Daughter (2000)